# 世界足球锦标赛
世界足球錦標賽（英語：Football World Championship），也被稱為英國錦標賽（英語：United Kingdom Championship）或國際俱樂部錦標賽（英語：International Club Championship），是一場表演賽性質的足球比賽，在19世紀末和20世紀初期間，由英格蘭和蘇格蘭的俱樂部冠軍（國家盃賽或聯賽冠軍）定期但非每年舉行，受到不同程度的媒體關注和公眾興趣。當時以"世界錦標賽"名義最廣為宣傳的可能是1888年賽事，由雷頓對陣西布朗，而在現代，歷史學家的興趣更多地集中在涉及桑德蘭的比賽上，特別是1895年的比賽。

## 歷史

### 1870年代
從1876年10月開始，英格蘭足總盃和蘇格蘭盃的冠軍之間開始進行比賽，當時漫遊者在倫敦的橢圓體育場輸給了女王公園；當時的新聞報導幾乎沒有提及兩隊都是各自國家主要獎盃的持有者這一事實，而這場比賽是前一年安排的重演。似乎在1876-77賽季計劃在格拉斯哥進行一場回賽（如同1875-76賽季所發生的），但由於對費用的爭議，沒有這場比賽的記錄。杯賽冠軍之間的下一次會面是在1878年4月，由漫遊者和列文谷（兩隊都剛剛衛冕了各自的獎盃）進行，再次在倫敦舉行，由蘇格蘭隊獲勝，對其重要性並沒有太大的宣傳。列文谷也參與了1879年12月的下一場比賽，他們在第一個漢普頓公園擊敗了伊頓舊生，這是第一場在蘇格蘭舉行的此類比賽，且是在惡劣的天氣條件下進行的。

### 1880年代
1880年5月，女王公園在格拉斯哥擊敗了克拉珀姆流浪（比賽收益捐給了最近去世的蘇格蘭足協秘書William Dick的紀念基金），隨後在次年2月於倫敦再次擊敗對手。這支被稱為"蜘蛛隊"的球隊隨後在1882年1月在漢普頓以8-0大勝老嘉德士（同樣是在非常惡劣的天氣條件下，這是一個不尋常的結果，因為這支查特豪斯公學校友隊在一天後與列文谷的比賽中只以1-2小負）。。
在1883年9月，鄧巴頓在蘇格蘭對陣布萊克本奧林匹克的比賽在多家出版物中被稱為"英國冠軍賽"。結果是鄧巴頓取得了令人信服的勝利。1884年2月的回賽（布萊克本奧林匹克以較小的優勢獲勝）同一對決仍不清楚視為第二回合，當時的情況有些複雜，因為蘇格蘭球隊可以且確實參加英格蘭足總盃，這在某種程度上否定了存在兩條通往獎盃獨立路徑的想法：在僅僅一週後，當時布萊克本奧林匹克在諾丁漢與女王公園進行了1883-84年英格蘭足總盃半決賽。女王公園（當時已經因列文谷拒絕在預定日期比賽而被授予蘇格蘭盃）晉級到了1884年英格蘭足總盃決賽，在那裡他們以1-2負於布萊克本流浪者。雖然這兩家俱樂部在接下來的一年中進行了幾場其他跨境友誼賽，但直到1885年英格蘭足總盃決賽他們才再次相遇，此時女王公園作為蘇格蘭盃持有者的地位已經結束（他們早在10月就在一場令人震驚的失利中被巴特爾菲爾德淘汰，而雷頓在2月贏得了冠軍）。因此1885年4月4日的第二次英蘇足總盃決賽——再次由布萊克本流浪者獲勝——也不能被視為英格蘭和蘇格蘭衛冕冠軍的真正對決。在接下來的賽季中，流浪者從未與雷頓交手，但在此期間兩次挑戰女王公園（這些比賽值得注意的是根據蘇格蘭足球協會制定的規則，即布萊克本僱用的任何職業球員都不能參賽，結果臨時湊成的球隊在主場和客場都被徹底擊敗）。1886年足總盃冠軍是布萊克本流浪者，是他們連續第三次奪冠，而女王公園則重新奪回蘇格蘭盃，但這兩個熟悉的對手再次沒有安排在下一個賽季相互對陣；這次布萊克本流浪者與雷頓交手了。

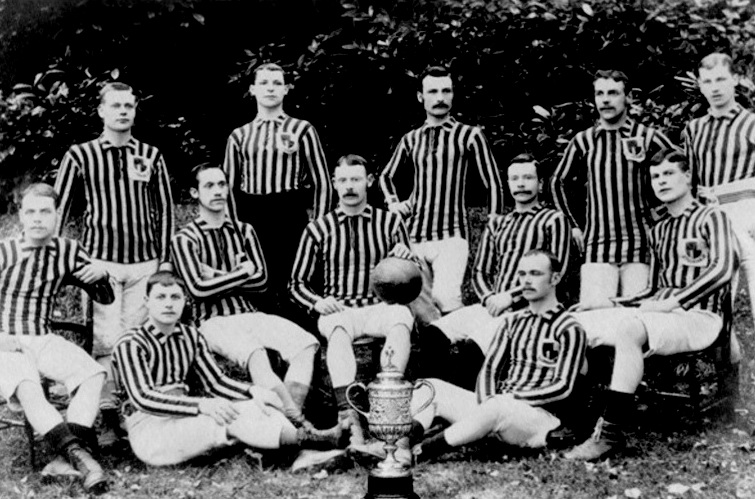
1887年冠軍阿斯頓維拉隊

1887年4月，在伯明翰的佩里巴爾，剛剛贏得各自杯賽的兩支球隊——希伯尼安和阿斯頓維拉進行了一場比賽，主隊在比賽中以3-0獲勝。據說當地報紙將這場比賽報導為事實上的世界冠軍賽，然而蘇格蘭出版物格拉斯哥先驅報和蘇格蘭人報對此的報導並沒有比那個週末的其他幾場跨境挑戰賽或前幾年的類似會面更為詳細，僅在順便提及時承認了參賽者的地位。據說在輸掉這場比賽後，希伯尼安將他們1887年8月與普雷斯頓的友誼賽（他們以2-1獲勝）宣傳為"世界足球錦標賽冠軍"，並因此聲稱獲得了這一榮譽；雖然普雷斯頓正在崛起成為那個時期的領先球隊之一，並且在1886-87年英格蘭足總盃中擊敗強大的蘇格蘭對手女王公園和雷頓，但這支"百合花"隊在半決賽中輸給了西布羅姆維奇，而後者又輸給了阿斯頓維拉，而阿斯頓維拉曾擊敗希伯尼安。
1886-87年英格蘭足總盃也是蘇格蘭俱樂部參與的最後一屆賽事，格拉斯哥流浪在該賽季晉級到半決賽。隨著官方層面的跨境比賽結束，1887-88年蘇格蘭盃冠軍雷頓與1887-88年足總盃冠軍西布羅姆維奇於1888年5月的會面在媒體上受到了廣泛關注，與許多英格蘭俱樂部不同，西布羅姆維奇中只有英格蘭球員，因此這場比賽具有真正的國際性質。雷頓隊的球員全部來自鄧巴頓郡的小社區，他們在格拉斯哥第二漢普頓公園的雷暴中以4-1獲勝；雷頓在一個月後戰勝普雷斯頓，隨後在他們作為"冠軍"的一年中又戰勝了桑德蘭（兩次）和阿斯頓維拉，進一步證明他們的實力。一個小型錫獎杯——這些比賽中唯一已知的實體獎品被委託製作（現今展示在蘇格蘭足球博物館），並在他們的同濟公園球場豎立了"世界冠軍"的標誌（該標誌在1920年代球場拆除時沒有保存下來）。雷頓的統治在1888-89年蘇格蘭盃半決賽階段被第三蘭納克終結，後者最終奪得獎盃並與普雷斯頓"不敗者"對陣，普雷斯頓在不失一場的情況下贏得英格蘭足總盃和英格蘭足球聯賽首屆1888-89年冠軍；結果是3-3平局，儘管當地媒體報導對這場比賽的地位著墨不多，儘管前一年的比賽被冠以宏大的標籤，以及普雷斯頓這支（主要由蘇格蘭人組成的）球隊及其那個賽季的成就聲名遠播。
由於沒有正式名稱、日期或其他一致因素來表示"英國/世界錦標賽"比賽，英格蘭國家聯賽競爭的引入使得確定什麼可能被視為此類賽事更加複雜，儘管普雷斯頓在1888-89賽季的雙料冠軍意味著還會有一年時間不需要考慮這個問題。隨著1889-90賽季結束，潛在的英格蘭參賽者是普雷斯頓（足球聯賽冠軍）和布萊克本流浪者（足總盃冠軍）；然而在那個賽季結束時，兩者都沒有與蘇格蘭盃冠軍女王公園比賽（女王公園在幾週內與陣容不整的布萊克本流浪者進行比賽），在接下來的一年也沒有比賽。

### 1890年代
蘇格蘭足球聯賽在1890-91賽季開始，這引入了第四個可能的參賽者——在首屆賽事後甚至出現了第五個參賽者，當時格拉斯哥流浪和鄧巴頓在附加賽後共享冠軍。埃弗頓是英格蘭聯賽冠軍，而哈茨贏得了蘇格蘭盃，布萊克本流浪者則保住了英格蘭足總盃。布萊克本流浪者和哈茨在他們贏得杯賽前幾個月曾在愛丁堡交手，1890年也有比賽，但在他們作為冠軍持有者期間沒有再次交手。唯一相關的會面是格拉斯哥流浪和埃弗頓之間的比賽，他們最初於1891年10月在第一艾布洛克斯公園比賽，太妃糖以4-1獲勝。原定於節禮日進行的回賽沒有舉行，直到1892年4月，格拉斯哥流浪才在葛迪遜公園球場以2-0獲勝；媒體報導明確將這些比賽視為一對，但再次幾乎沒有提及任何額外榮譽的爭奪。到第二場比賽時，兩家俱樂部都已失去了冠軍地位，鄧巴頓奪得蘇格蘭冠軍，桑德蘭取代了埃弗頓；西布羅姆維奇和凱爾特人是杯賽冠軍。再次只有一場比賽可以聲稱是跨境錦標賽，即凱爾特人對凱爾特人的比賽，於1892年9月舉行（桑德蘭1-0獲勝），隨後一個月後迅速進行了反向比賽（桑德蘭3-0獲勝）。凱爾特人保住了聯賽冠軍，凱爾特人則贏得了蘇格蘭聯賽，但在接下來的賽季他們之間沒有再次對決。相反1893年蘇格蘭盃冠軍女王公園迎戰桑德蘭，格拉斯哥先驅報對1893年4月的比賽有些不精確地描述為"英格蘭和蘇格蘭冠軍之間的假日比賽"。桑德蘭再次以4-2獲勝，這是在他們的第二個冠軍確定下來後的兩天。兩週後，女王公園在格拉斯哥迎戰新足總盃冠軍狼隊，並以5-0大勝，
1893-94年新任聯賽冠軍確定——分別是阿斯頓維拉和凱爾特人——他們於1894年4月9日在伯明翰會面，《蘇格蘭裁判報》將其標題為"世界錦標賽"。英格蘭代表再次勝出，這次以3-2獲勝。幾週後，杯賽冠軍也進行了對決，這是兩項獎盃持有者在贏得冠軍後首次聚首，格拉斯哥流浪以3-1戰勝了諾茨郡。它們在近一年後再次相遇（諾茨郡以1-0獲勝），當時他們在技術上仍然是冠軍持有者，原因是1895年兩國國內杯賽決賽都被推遲到了較晚日期，不過目前尚不清楚這些比賽是否應被視為主客場對決、重賽或兩場無關聯的比賽。在重新安排的決賽舉行後，各自的聯賽冠軍哈茨和新特蘭於1895年4月27日在愛丁堡會面，關於這場比賽桑德蘭每日回聲報評論道：《在愛丁堡，這場比賽被宣傳為"世界冠軍賽"！無論如何這是一場重要的賽事，因為新特蘭和哈茨分別是英格蘭和蘇格蘭聯賽的冠軍，所以他們的對決具有國際性質。》當時被稱為"全才之隊"的新特蘭，幾乎全由蘇格蘭球員組成，以5-3獲勝。在接下來的六個月內，他們又進行了兩次比賽，但報紙報導沒有提及之前的"世界冠軍賽"，也沒有將後續比賽視為任何形式的持續系列賽。新特蘭中的蘇格蘭職業球員的明顯能力和教練水平，再加上在英格蘭-蘇格蘭足球對抗年度賽事中的一系列糟糕成績，促使蘇格蘭足協最終改變他們的選拔政策，並在次年邀請在英格蘭效力的球員代表國家隊出戰。
1896年4月，新特蘭將聯賽冠軍頭銜送給阿斯頓維拉，足總盃冠軍是錫周三，而哈茨被凱爾特人擊敗取代成為聯賽冠軍，但贏得蘇格蘭盃。這兩對組合在1895-96賽季的最後幾週相遇，凱爾特人主場迎戰阿斯頓維拉並以3-2獲勝，而哈茨在泰因河城堡球场以3-0擊敗錫周三。關於凱爾特人對阿斯頓維拉的比賽，《蘇格蘭裁判報》報導了其觀點：《"我們認為應該更加重視國際聯賽冠軍的榮譽。這意味著參賽俱樂部的巨大努力，並且像週一晚上在些路迪公園球場看到的如此精彩的足球，值得三倍於那天晚上出席的觀眾人數。"》
儘管在某些方面對這項賽事表現出明顯的熱情，但據所知在1896-97年期間，雙料冠軍阿斯頓維拉並沒有與格拉斯哥流浪（蘇格蘭杯冠軍）或哈茨（蘇格蘭足球聯賽冠軍）進行任何比賽。相反地在1898年3月，錫菲聯和凱爾特人在巴拉摩徑球場相遇，當時這支約克郡球隊（當天以1-0獲勝）甚至尚未確認為英格蘭冠軍。「刀鋒隊」確實最終奪得了冠軍，而一個月後的重賽結果是1-1平局。1898-99年賽季的四個獎盃獲得者都是熟悉的名字阿斯頓維拉、謝菲聯、凱爾特人和流浪者，但似乎沒有安排他們之間的比賽。如同往年一樣，當下一個聯賽賽季結束時，其冠軍——阿斯頓維拉和流浪者——盡早在格拉斯哥進行比賽，結果是一場無進球的平局；《蘇格蘭裁判報》報導"兩家俱樂部都無法宣稱冠軍"，這表明某種榮譽正在爭奪中，但《蘇格蘭人報》並未提及任何獎項，儘管表示兩隊實力強勁且比賽競爭激烈。

### 1900年代
在1900-01年賽季結束時，沒有跡象表明聯賽冠軍格拉斯哥流浪和利物浦會進行比賽，但杯賽冠軍哈茨和托特納姆熱刺（南部聯賽的成員）在1901年9月（在倫敦0-0）和1902年1月（在愛丁堡以3-1獲勝）進行了對決。同城競爭對手喜伯年贏得了蘇格蘭杯，但沒有記錄顯示他們與1902年英格蘭足總盃冠軍冠軍錫菲聯進行比賽，也沒有聯賽冠軍桑德蘭和流浪者之間進行任何賽事。在那個賽季結束時，舉辦四隊參加的不列顛聯賽盃，一項為1902年埃布羅克斯球場踩踏事故籌款的足球比賽，兩國聯賽冠軍和亞軍都參與其中，然而冠軍們從未互相對陣。1903年，喜伯年獲得了蘇格蘭聯賽冠軍，錫周三贏得了英格蘭聯賽冠軍，而格拉斯哥流浪獲得蘇格蘭盃，贝里贏得了足總盃。格拉斯哥流浪和伯里進行了兩場比賽，第一場在1903年聖誕節，而1904年1月4日的回賽由貝利以2-1獲勝。
從現有資料來看，贝里對格拉斯哥流浪似乎是20世紀初蘇格蘭和英格蘭獎盃得主之間的最後一場比賽；到那時，聯賽規模已經開始擴展，填滿了賽季中的空檔日子，而在賽季休息期間，頂級俱樂部的海外旅行變得更加便利。隨著歐洲和美洲地區對這項運動的興趣和技術水平的提高，將一個純英國賽事描述為「世界錦標賽」已不再令人信服。第一次世界大戰爆發前足球格局的變化在1914年夏天得到了展示，當時英格蘭和蘇格蘭的杯賽冠軍——分別是伯恩利和凱爾特人都在中歐巡迴，並在匈牙利安排一場比賽參與布達佩斯杯。；三個月後，凱爾特人在摩亞球場贏得重賽，此時戰爭已經開始（獎盃從未頒發，直到1988年才提供替代品）。兩家俱樂部在巡迴賽中都輸過比賽，而凱爾特人曾經接受愛爾蘭盃冠軍格蘭杜蘭（來自貝爾法斯特）的挑戰，後者贏得維也納盃，是一項在奧地利舉行的類似足球賽事。

## 摘要
根據所有符合資格俱樂部之間的已知賽程。獲勝者以粗體標示。(C)表示杯賽冠軍之間的比賽，(L)表示聯賽冠軍之間的比賽。
| #  | 年份        | 決賽         | 決賽 | 決賽             | 場地               | 城市       | 參考                                             |
| #  | 年份        | 勝者         | 比分 | 亞軍             | 場地               | 城市       | 參考                                             |
| -- | ----------- | ------------ | ---- | ---------------- | ------------------ | ---------- | ------------------------------------------------ |
| 1  | 1876 (C)    | 女王公园     | 6–0  | 流浪             | 橢圓體育場         | 兰贝斯     | [ 2 ] [ 3 ]                                      |
| 2  | 1878 (C)    | 列文谷       | 3–1  | 流浪             | 橢圓體育場         | 兰贝斯     | [ 7 ] [ 8 ]                                      |
| 3  | 1879 (C)    | 列文谷       | 5–2  | 伊頓舊生         | 漢普頓公園 (I)     | 克羅斯希爾 | [ 9 ] [ 10 ]                                     |
| 3  | 1880–81 (C) | 女王公園     | 3–2  | 克拉珀姆流浪     | 漢普登公園 (I)     | 克羅斯希爾 | [ 11 ] [ 12 ] [ 15 ] [ 16 ]                      |
| 3  | 1880–81 (C) | 女王公園     | 1–0  | 克拉珀姆流浪     | 橢圓球場           | 蘭貝斯     | [ 11 ] [ 12 ] [ 15 ] [ 16 ]                      |
| 4  | 1882 (C)    | 女王公園     | 8–0  | 老嘉德士         | 漢普登公園 (I)     | 克羅斯希爾 | [ 19 ] [ 20 ]                                    |
| 5  | 1883–84 (C) | 鄧巴頓       | 6–1  | 布萊克本奧林匹克 | 博格黑德公園       | 鄧巴頓     | [ 21 ] [ 22 ] [ 22 ] [ 101 ]                     |
| 5  | 1883–84 (C) | 鄧巴頓       | 3–4  | 布萊克本奧林匹克 | Hole-i'-th'-Wall   | 布莱克本   | [ 21 ] [ 22 ] [ 22 ] [ 101 ]                     |
| 6  | 1887 (C)    | 阿士東維拉   | 3–0  | 希伯尼安         | 佩里巴爾]]         | 伯明翰     | [ 27 ] [ 28 ]                                    |
| 7  | 1888 (C)    | 倫頓         | 4–1  | 西布朗           | 漢普登公園 (II)    | 克羅斯希爾 | [ 35 ] [ 36 ] [ 37 ]                             |
| 8  | 1889 (C)    | 第三蘭納克   | 3–3  | (無亞軍)         | 凱斯金公園 (I)     | 克羅斯希爾 | [ 40 ] [ 41 ]                                    |
| 8  | 1889 (C)    | 普雷斯頓北端 | 3–3  | (無亞軍)         | 凱斯金公園 (I)     | 克羅斯希爾 | [ 40 ] [ 41 ]                                    |
| 9  | 1891–92 (L) | 埃弗頓       | 4–1  | 流浪者           | 艾布羅克斯公園 (I) | 加文       | [ 43 ] [ 44 ] [ 45 ] [ 46 ]                      |
| 9  | 1891–92 (L) | 埃弗頓       | 0–2  | 流浪者           | 葛迪遜公園球場     | 利物浦     | [ 43 ] [ 44 ] [ 45 ] [ 46 ]                      |
| 10 | 1892 (LvC)  | 桑德蘭       | 1–0  | 些路迪           | 紐卡索路           | 桑德蘭     | [ 47 ] [ 48 ] [ 49 ]                             |
| 10 | 1892 (LvC)  | 桑德蘭       | 3–0  | 些路迪           | 些路迪公園         | 格拉斯哥   | [ 47 ] [ 48 ] [ 49 ]                             |
| 11 | 1893 (LvC)  | 桑德蘭       | 4–2  | 女王公園         | 紐卡索路           | 桑德蘭     | [ 50 ] [ 51 ] [ 52 ] [ 53 ]                      |
| 11 | 1893 (C)    | 女王公园     | 5–0  | 狼队             | 漢普登公園 (II)    | 格拉斯哥   | [ 50 ] [ 51 ] [ 52 ] [ 53 ]                      |
| 12 | 1894 (L)    | 阿士東維拉   | 3–2  | 凱爾特人         | 佩里巴爾           | 伯明翰     | [ 55 ] [ 56 ] [ 57 ] [ 58 ] [ 59 ] [ 60 ] [ 61 ] |
| 12 | 1894 (C)    | 流浪者       | 3–1  | 諾士郡           | 伊布羅克斯公園 (I) | 戈文       | [ 55 ] [ 56 ] [ 57 ] [ 58 ] [ 59 ] [ 60 ] [ 61 ] |
| 13 | 1895 (L)    | 桑德蘭       | 5–3  | 哈茨             | 泰因河城堡球场     | 愛丁堡     | [ 64 ] [ 65 ]                                    |
| 14 | 1896 (L)    | 凱爾特人     | 3–2  | 阿斯頓維拉       | 凱爾特公園         | 格拉斯哥   | [ 76 ] [ 77 ]                                    |
| 14 | 1896 (C)    | 哈茨         | 3–0  | 謝周三           | 泰因河城堡         | 愛丁堡     | [ 76 ] [ 77 ]                                    |
| 15 | 1898 (L)    | 謝菲爾德聯   | 1–0  | 凱爾特人         | 布拉莫巷           | 謝菲爾德   | [ 79 ] [ 80 ] [ 81 ] [ 82 ]                      |
| 15 | 1898 (L)    | 謝菲爾德聯   | 1–1  | 凱爾特人         | 凱爾特公園         | 格拉斯哥   | [ 79 ] [ 80 ] [ 81 ] [ 82 ]                      |
| 16 | 1900 (L)    | 流浪者       | 0–0  | (無亞軍)         | 埃布羅克斯球場     | 戈文       | [ 83 ] [ 84 ]                                    |
| 16 | 1900 (L)    | 阿士東維拉   |      | (無亞軍)         | 埃布羅克斯球場     | 戈文       | [ 83 ] [ 84 ]                                    |
| 17 | 1901–02 (C) | 哈茨         | 0–0  | 托特納姆熱刺     | 白鹿徑球場         | 倫敦       | [ 85 ] [ 86 ] [ 87 ] [ 88 ] [ 89 ] [ 90 ]        |
| 17 | 1901–02 (C) | 哈茨         | 3–1  | 托特納姆熱刺     | 泰因河城堡         | 愛丁堡     | [ 85 ] [ 86 ] [ 87 ] [ 88 ] [ 89 ] [ 90 ]        |
| 18 | 1903–04 (C) | 貝里         | 2–1  | 流浪者           | 吉格巷球場         | 貝里       | [ 92 ] [ 93 ] [ 94 ] [ 95 ]                      |
| 18 | 1903–04 (C) | 貝里         | 2–1  | 流浪者           | 伊布羅克斯公園     | 戈文       | [ 92 ] [ 93 ] [ 94 ] [ 95 ]                      |

傭備註
1. 1 2 3 4  由於未舉行季後賽，兩隊均被加冕為冠軍。